# Corsia di decelerazione
La corsia di decelerazione è una corsia delle strade a più corsie (ed in particolare delle superstrade e delle autostrade) destinata ai veicoli che si accingono ad effettuare la manovra di uscita da uno svincolo.
L'art. 3 del codice della strada la definisce: corsia specializzata per consentire l'uscita dei veicoli da una carreggiata in modo da non provocare rallentamenti ai veicoli non interessati a tale manovra.
È generalmente progettata e realizzata con dimensioni in larghezza ed in lunghezza atte a consentire di rallentare senza interferire con il normale flusso di traffico.

## Norme di comportamento
È buona norma di comportamento imboccare la corsia di decelerazione a velocità non elevata, ma sufficientemente alta da sfruttare appieno la sua lunghezza per ridurre la velocità, senza disturbare i veicoli che seguono.
Gli automobilisti che rallentano sulle normali corsie di marcia, imboccando la corsia di decelerazione in prossimità del suo termine, costituiscono un grave pericolo per sé stessi e per gli altri utenti.